# De tempel der winden
De tempel der winden (Temple of the Winds) is een boek van de Amerikaanse schrijver Terry Goodkind. Het is het vierde deel uit de reeks De wetten van de magie. Dit deel gaat verder waar het vorige, De bloedbroederschap, geëindigd is. 

## Samenvatting van het boek
Een tovenaar, Marlin, verschijnt in Aydindril en verkondigt er dat hij Richard Rahl wil vermoorden. Hij wordt onmiddellijk overmeesterd en ondervraagd door de biechtmoeder, Kahlan, en door een van de lijfwachten van Richard, Cara. Cara gebruikt haar Mord-Sith kwaliteiten om Marlins gave over te nemen, nadat hij geprobeerd had om te ontsnappen. Maar de link tussen Cara en Marlin wordt gebruikt tegen haar wanneer keizer Jagang bezit neemt van Marlin. Marlin slaagt erin, ondanks de link en vele zware verwondingen, te ontsnappen. Bij het ontsnappen verwondt Marlin Cara dodelijk. Op datzelfde moment komt er in Aydindril een vrouw aan, Nadine. Richard kent Nadine nog vanuit het Westland. Nadine blijkt een heler te zijn, maar kan Cara’s bloeden niet stelpen. Enkele ogenblikken later lukt het Drefan een halfbroer van Richard, wel om Cara te genezen. Drefan is een hoge priester van een sekte van helers die heel bedreven zijn in genezingen.
Intussen proberen Zedd en priores Annalina Nathan Rahl te vinden, die kans zag weg te komen na het vernietigen van het Paleis van de Profeten. Hun zoektocht leidt hen naar een herberg in een naamloze stad, waar ze ontdekken dat Nathan hen misleid heeft. Een man geeft Annalina en Zedd een bericht van Nathan, waarin Nathan vraagt hem niet te volgen, maar in plaats daarvan een schat te bewaken. Een Zuster van de Duisternis, die Nathan ook volgde, eindigt uiteindelijk in een magische val, die Zedd gemaakt had voor Nathan.
Richard en Berdine, een andere Morth-Sith, proberen een dagboek van Kolo te vertalen. Kolo is een dode magiër die gevonden werd in de diepte van de tovenaarsburcht. Tijdens als deze activiteiten, slaagt een Zuster van de Duisternis erin om, via Aydindril in de Tempel Der Winden te raken. Om daarin te raken moest zij via de kamer van de verrader. Zij verraadde daarvoor haar vorige meester, de Wachter. Omdat in de Tempel ingebroken wordt, zendt deze een signaal uit naar de wereld: drie nachten lang gaat de maan bloedrood op en onder. In de Tempel Der Winden vindt de Zuster van de Duisternis een magische spreuk om de pest te verspreiden. In een wanhopige zoektocht naar een geneesmiddel, gaat Richard naar de Enclave van de Eerste Tovenaar, waar hij niets interessants vindt dat hem verder kan helpen.
In een poging om het Middenland te redden van de pest, moet Kahlan Richard verraden, zodat hij de kans heeft om de Tempel de Winden binnen te gaan.  Richard redt de inwoners van het Middenland, maar heeft aanvankelijk geen zin om terug naar de wereld van de levenden te gaan. Wanneer hij dan toch terug wil, moet hij een prijs betalen: de kennis die hij in de Tempel heeft opgedaan achterlaten en de pest met zich meenemen.
Terwijl Richard op zoek is naar een oplossing voor de pest, redt Nathan een vrouw, Clarissa, van de slavernij onder de Imperiale Orde. Hij begint een relatie met haar om haar te gebruiken zodat enkele waardevolle profetieën niet in handen van Jagang vallen. 
Wanneer Richard terugkomt, vertelt hij dat Kahlan een boek moet vinden om Richard te helpen. Ze reist, via de Sliph, naar de oude wereld, waar ze Nathan, Zuster Verna en Warren tegenkomt. Zij helpen Kahlan direct in haar zoektocht naar het boek. Clarissa wordt vermoord tijdens de gevechten die volgen met enkele verraders.
Met het boek keert Kahlan terug naar Aydindril. Eenmaal aangekomen in Aydindril moet ze in een gevecht met Drefan het onderspit delven. Op het juiste moment arriveert Richard en rukt Drefans ruggengraat door zijn maag. Terwijl Richard zich naar Kahlan haast, lukt het Drefan toch weer op te staan. Wanneer hij zich klaarmaakt om aan te vallen, wordt hij vermoord door de Sliph. Kahlan vernietigt het boek en zegt de namen van de Akkoorden, waardoor Richard genezen wordt van de plaag. 
Richard en Kahlan reizen naar het land van het moddervolk om te gaan trouwen. Daar ontmoeten ze Zedd en Ann. Kort nadat ze getrouwd zijn, komt de heks Shota hen, nogmaals, waarschuwen om geen kind te baren.